# Strandella
Strandella és un gènere d'aranyes araneomorfes de la subfamília dels erigonins, dins de la família Linyphiidae. Es poden trobar a la Àsia oriental: Corea, Xina, Japó, i la Rússia asiàtica.
Fou descrit per primera vegada per R. Oi l'any 1960.

## Llista d'espècies
Segons The World Spider Catalog 12.0:
- Strandella fluctimaculata Saito, 1982 – Rússia, Japó
- Strandella paranglampara Barrion, Barrion-Dupo & Heong, 2013 – Xina
- Strandella pargongensis (Paik, 1965) – Rússia, Xina, Corea, Japó
- Strandella quadrimaculata (Uyemura, 1937) (Espècie tipus) – Japó
- Strandella yaginumai Saito, 1982 – Japó